# Dienis Aleksiejew
Dienis Siergiejewicz Aleksiejew (ros. Денис Сергеевич Алексеев; ur. 21 grudnia 1987 w Leningradzie) – rosyjski lekkoatleta, sprinter.
W 2016 roku po ponownym przebadaniu próbek z 2008 roku wykryto u niego środki niedozwolone i w konsekwencji anulowano jego wszystkie wyniki olimpijskie.

## Sukcesy
| Rok  | Zawody                         | Miasto    | Miejsce | Konkurencja        | Czas         |
| ---- | ------------------------------ | --------- | ------- | ------------------ | ------------ |
| 2007 | Młodzieżowe Mistrzostwa Europy | Debreczyn |         | Bieg na 400 metrów | 45,69 s      |
| 2007 | Młodzieżowe Mistrzostwa Europy | Debreczyn |         | 4 × 400 m          | 3:02,13 min. |
| 2008 | Igrzyska olimpijskie           | Pekin     | DSQ     | 4 × 400 m          | 2.58,06 min. |

## Rekordy życiowe
- Bieg na 200 metrów – 20,81 (2008)
- Bieg na 400 metrów – 45,35 (2008)
- Bieg na 400 metrów (hala) – 46,21 (2010)